# Table du Diable
Ne doit pas être confondu avec La Table du Diable.
La Table du Diable est une petite île inhabitée de Martinique. Elle appartient administrativement à La Trinité.

## Description

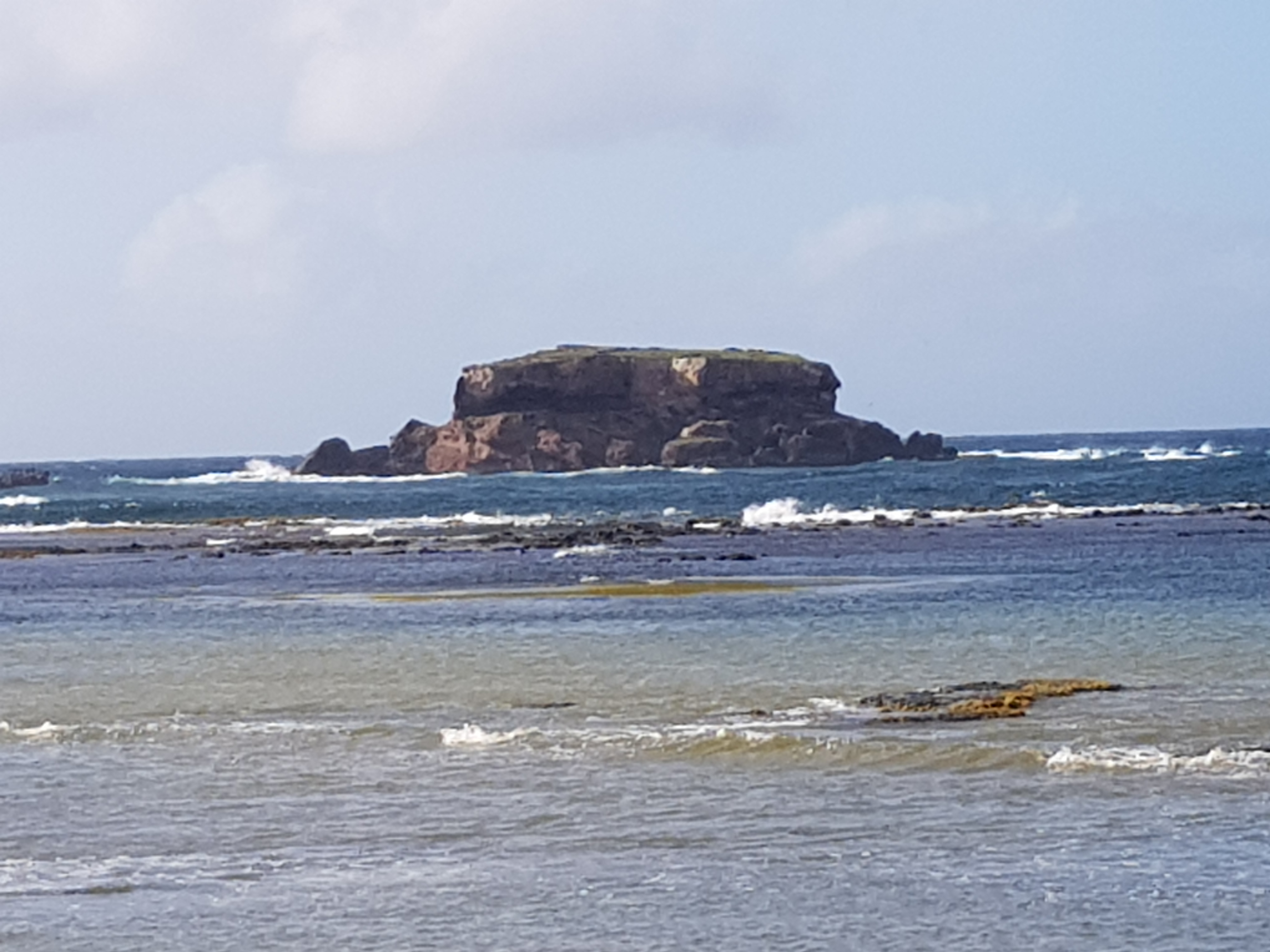
La Table du Diable

Situé dans le prolongement de la presqu'île de la Caravelle, il s'agit d'un amas rocheux pratiquement à fleur d'eau, dépourvu de végétation.
Il fait partie du conservatoire du littoral.